# 홍성 고산사 소조아미타여래좌상
홍성 고산사 소조아미타여래좌상(洪城 高山寺 塑造阿彌陀如來坐像)은 충청남도 홍성군, 고산사에 있는 조선시대의 불상이다. 2007년 10월 30일 충청남도의 유형문화재 제188호로 지정되었다.

## 개요
아미타불좌상《阿彌陀佛坐像》은 소조불로 고려 후기 여래상의 특징을 잘 간직하면서도 조선전기로 이행되면서 나타나는 세부적 변화과정이 잘 나타나 있는 불상으로 전체적으로 토속적인 느낌을 주며 머리는 나발이 뚜렷하고 목에는 삼도를 얕게 새겼다. 즉, 갸름한 얼굴형태나 착의법 형식에서는 고려 후기의 불상의 특징을 충실하게 따랐으면서도 어깨위로 치켜 올려진 옷주름이나 각 진 주름 표현 등에서는 조선 전기의 특징을 반영하고 있다. 전체적으로 반듯한 자세에 낮은 무릎, 손가락을 유난히 크게 표현한 점 등은 이 불상의 독특한 특징으로 생각되며, 세부적으로 부드러움과 섬세함이 잘 표현되어 있는 점은 소조의 특성을 잘 보여주고 있다.

## 현지 안내문
고산사 대웅보전에 봉안되어 있는 아미타불좌상은 소조불 특유의 섬세함과 사실적인 표현이 돋보이며 고려후기 양식을 계승, 조선전기에 조성한 것으로 전체적으로 토속적인 느낌을 주고 있다.
이 불상의 독특한 특징은 반듯하면서도 당당한 외모와 부드럽고 섬세하면서도 정제된 세부표현, 사실적인 신체비례, 좌우대칭의 틀에서 벗어난 자유분방한 옷주름 표현 등에서 조선전기 불상양식을 잘 나타내고 있다.

## 같이 보기
- 홍성 고산사 대웅전 - 보물 제399호

## 참고 자료
- 홍성고산사아미타불좌상 - 국가유산청 국가유산포털